# Isetta
Vous lisez un « bon article » labellisé en 2008.

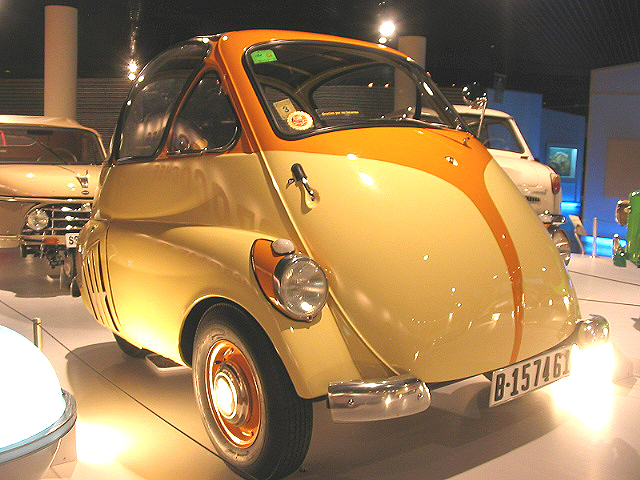
L'Isetta d'origine.

Isetta est le nom d'un véhicule urbain compact conçu par la firme italienne ISO. L'Isetta est l'une des microcitadines les plus populaires produites après la Seconde Guerre mondiale, à un moment où les trajets à courte distance sont privilégiés. Nombre de personnes n'ont pas les moyens de s'offrir de grosses automobiles et se tournent vers les scooters ou les motos. Bien que le design original soit italien, d'autres séries ont été produites en Espagne, Belgique, France, Brésil, Allemagne et Royaume-Uni.
En raison de sa forme ovoïde, cette microcitadine est connue dans les pays anglo-saxons sous le nom de « bubble car », appellation utilisée par la suite pour d'autres véhicules. En Allemagne, elle est « das rollende Ei » (littéralement, « l'œuf roulant »). En France, on la surnomme familièrement le « pot de yaourt », en raison de la couleur blanche généralement utilisée et pour sa ressemblance avec les pots de yaourt en verre de l'époque. L'Isetta est devenue une figure emblématique des années 1950, notamment pour ses formes, mais également en raison de certaines personnalités qui l'ont achetée, comme Elvis Presley ou Cary Grant.

## Historique

### Début: Iso Isetta (Italie)
L’italien Renzo Rivolta, patron d’Iso SpA Refrigeratori de Milan, fabrique en 1950 des réfrigérateurs. La baisse de vente de ses réfrigérateurs (Isothermos) amène Renzo Rivolta à se tourner vers des scooters. Cependant, la concurrence de Vespa et Lambretta le force à changer ses plans. Il donne alors carte blanche à Gobini pour concevoir un véhicule totalement original, capable de transporter deux adultes et un enfant, ainsi que quelques bagages, en toute sécurité. Parallèlement, l'ingénieur Ermenegildo Preti brevette en 1950, un prototype de véhicule de forme ovoïde avec une porte frontale et trois roues.
C'est ainsi qu'en 1952, les ingénieurs Ermenegildo Preti et Pierluigi Raggi sont mandatés par Rivolta, à la place de Gobini, et imaginent un petit véhicule mû par un moteur de motocyclette, aux formes modernes et pratiques, qui reprenait les traits du prototype, mais cette fois à quatre roues pour plus de stabilité. Preti dit avoir été inspiré par un avion-cargo pour dessiner l'avant. Le nom qui lui est donné est Isetta, c’est-à-dire petite ISO. L'automobile fait sensation au salon de Turin 1953. Grâce aux solutions adoptées, la voiture est proposée à un prix compétitif. Elle suscite beaucoup d'intérêt comme voiture de ville.
Les journalistes de l'époque, lors de leurs essais de l'Isetta, sont agréablement surpris par la sensation d'espace que procure la voiturette. Un communiqué de presse indique même que « les grandes fenêtres en Plexiglas permettent une vue dégagée dans toutes les directions. Il y a des poignées pour ouvrir le toit et se découvrir au soleil. Deux adultes et un enfant peuvent s'asseoir confortablement sur la banquette. Cependant, afin d'éviter les mouvements dans la cabine, le levier de vitesses est situé sur la gauche et les autres contrôles manuels sont commodément regroupés sur la colonne de direction ».

### Reprise
Après des débuts très difficiles en Italie où sa production reste confidentielle en raison de la concurrence de la Fiat 500, cette voiturette originale voit sa licence de fabrication cédée en 1955 à plusieurs constructeurs, dont BMW en Allemagne, alors que sa fabrication s'arrête cette même année en Italie. C'est d'ailleurs ce modèle qui assure la survie de la marque allemande au bord de la faillite au milieu des années 1950. Lorsque trois Isetta remportent les trois premières places à l’indice des performances des Mille Miglia, en 1954, des observateurs de BMW sont impressionnés et en parlent à la firme, qui cherche à ce moment un second souffle. La guerre a détruit non seulement la majeure partie des unités de production, mais aussi laissé sous contrôle soviétique ses usines de l'Est. La petite BMW Isetta se vend bien au début, en raison de sa faible consommation de carburant dont les prix ont fortement augmenté dans les années 1950, et en particulier en 1956, lors de la crise du canal de Suez. Velam, en France, et ISO Romi, au Brésil, sont également intéressés par la voiturette.

### Techniques

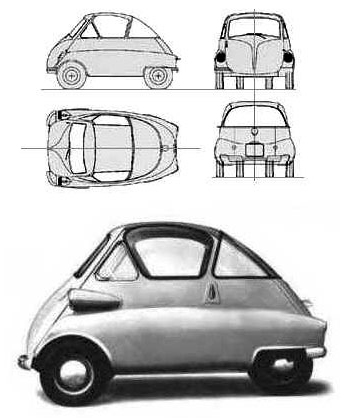
Iso Isetta.

À l'origine, le moteur est un deux-temps de 198 cm3 de cylindrée équipé d'un mélangeur semi-automatique permettant de s'alimenter en essence ordinaire, qui développe 9,5 ch à 4 750 tr/min.
En France et en Italie, le moteur deux-temps utilisé est un bicylindre d'origine Puch de 236 cm3,
Il présente une caractéristique assez rare : Le balayage en « U » , qui se retrouve sur les motos Puch.
En effet, deux pistons de diamètres nettement différents assurent les fonctions traditionnelles du moteur deux-temps (admission, compression, balayage-transfert, explosion et échappement) en travaillant dans deux cylindres parallèles bien distincts, mais coiffés par une seule culasse, et  tourillonnant sur un vilebrequin unique via une bielle  « fourchue ».
BMW choisit un monocylindre vertical quatre temps de 245 cm3 dérivé du moteur  équipant la moto BMW R 25, puis, à partir de 1955, la génération suivante de monocylindre de 295 cm3.
La boîte, dont le levier est situé sur le côté gauche de la carrosserie, est à quatre rapports. La transmission aux roues arrière est assurée par une double chaîne.
La carrosserie en forme de goutte d'eau, agrémentée de larges baies vitrées, est en tôle d'acier. La présence d'un toit ouvrant en tissu répond à un souci de sécurité. En effet, en cas de choc frontal, les occupants du véhicule trouvaient une issue par le toit. Le châssis est en tubes d'acier et la voie arrière est suffisamment étroite pour se passer de l'équipement coûteux que représente le différentiel. La suspension est simpliste, à base d'anneaux de caoutchouc à l'avant, mais pourvue d'un ressort à lames et d'un amortisseur télescopique à l'arrière. Les freins sont à commande hydraulique sur les roues avant. D'un poids de 330 kg et d'une longueur de 227 cm, l'Isetta a pour particularités essentielles sa porte frontale unique permettant de se garer partout face au trottoir et ses deux roues arrière relativement proches.
Les caractéristiques techniques de l'Isetta sont assez inhabituelles. En raison de son ouverture par l'avant, le volant et le tableau de bord sont solidaires de la porte. Un joint de cardan, qui divise la colonne de direction en deux, quelques centimètres au-dessus du panneau de plancher, facilite le déplacement de la colonne lors de l'ouverture. Ainsi, le conducteur et son passager peuvent monter à bord sans contorsions.

### Production
- ISO Italie : 1 000 environ de 1953 à 1956[4]
- ISO Romi Brésil : 3 000 environ de 1955 à 1959[9]
- Velam France : 7 115 de 1955 à 1957[16]
- BMW UK Grande-Bretagne : 30 000 environ de 1957 à 1962[4]
- BMW Allemagne : 136 567 de 1954 à 1962[17]

## Versions

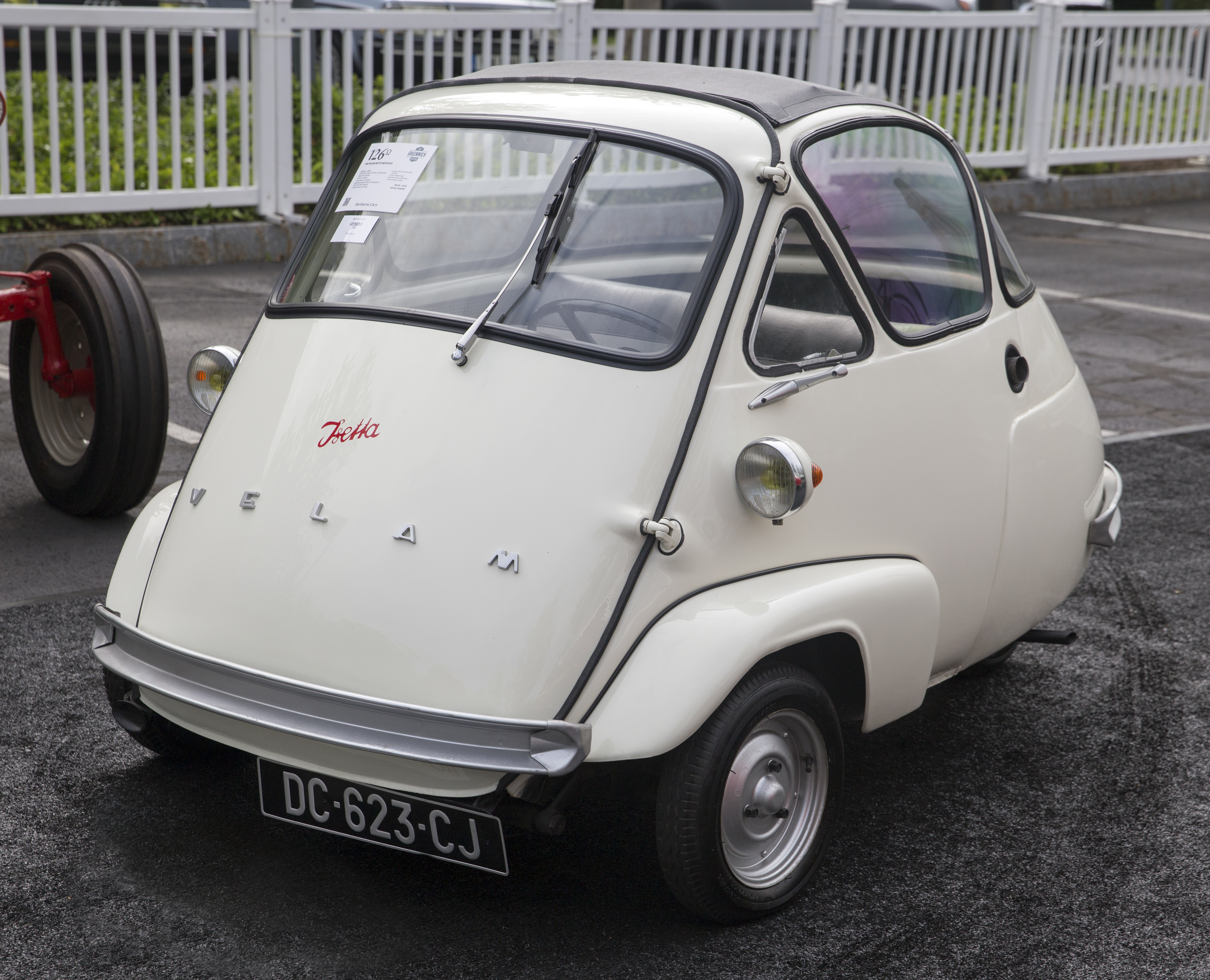
1956 Velam Isetta

### Velam Isetta (France)
En 1957, Velam lance une Isetta carénée sur l'autodrome de Linas-Montlhéry et s'adjuge ainsi sept records mondiaux pour la catégorie inférieure à 250 cm3. Elle est construite sous licence de l'Isetta ISO, mais de nombreux détails sont modifiés. Le cadre est changé, la suspension devient plus élastique, le levier de vitesses est amélioré, ainsi que la direction. Les formes de la queue, des feux, du pare-chocs et des ailes avant sont également revues. Le design intérieur est un des éléments les plus retouchés sur la version française, améliorant la qualité. Par ailleurs, 500 versions de luxe appelées « Écrin » sont construites la même année.
Malgré ces atouts, elle paraît en France en 1955 à un prix de 300 000 francs, ce qui est moins élevé que celui de la 2 CV, 400 000 francs, cette dernière nécessitant un délai de livraison supérieur. Alors que la version BMW continue à être produite pour l'Allemagne, la production Velam cesse fin 1957, pour des raisons financières. Malgré un concept extrêmement bien pensé, le prix trop élevé et un moteur trop bruyant achevèrent définitivement le modèle français. Le souvenir reste néanmoins dans la mémoire collective de ce « pot de yaourt » ou, plus ironiquement encore, de ce « suppositoire (pour autobus) ».

### Romi-Isetta (Brésil)

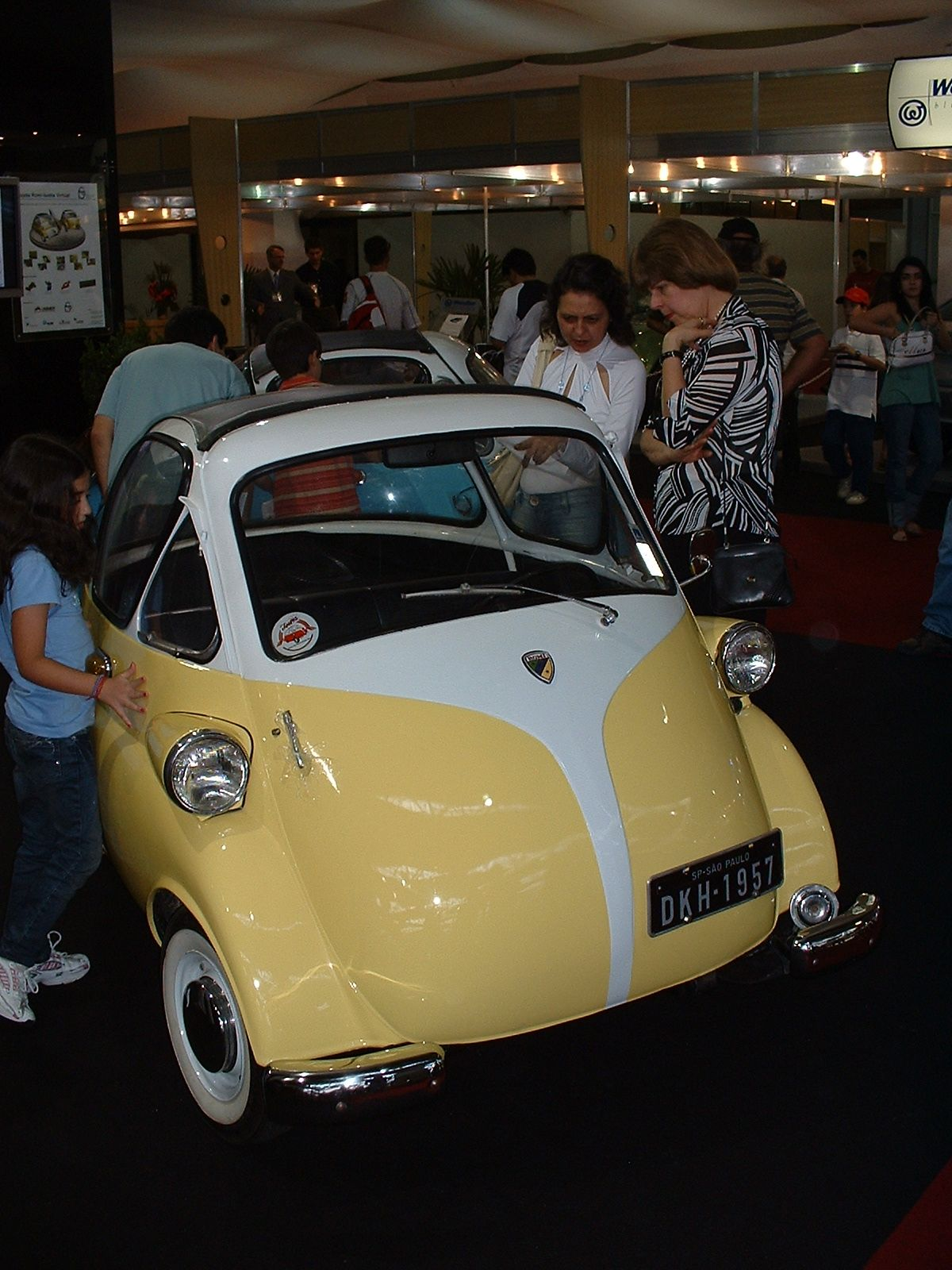
Une Romi Isetta.

En 1955, M. Américo Emílio Romi, fils d'émigrés italiens au Brésil, et son gendre Carlos Chiti, ont entendu parler du lancement de l'Isetta en Italie à travers les journaux. Désireux de la produire au Brésil, ils font le voyage vers l'Italie et arrivent à décrocher un contrat de licence avec M. Renzo Rivolta, fondateur de ISO Rivolta.
Le Brésil devient donc le troisième pays où la petite Isetta sera produite. La fabrication commence en 1956 et les voiturettes sont baptisées « Romi-Isetta », Romi étant le nom du constructeur brésilien. La voiture est développée en partenariat avec un constructeur automobile de Milan. La voiturette est sous les feux des projecteurs, notamment grâce à son passage télévisé dans l'émission populaire brésilienne Alo Doçura. Tout comme dans de nombreux pays auparavant, de nombreux surnoms, genre ballon de football, œuf d'autruche ou grenouille en boule lui sont attribués.
La première série, produite jusqu'à la fin d'année 1958, dispose d'un moteur à deux temps Iso, d'une cylindrée de 250 cm3 développant 9,5 ch. À partir de 1959 et jusqu'en 1961, la seconde série est équipée de moteurs dérivé du moteur allemand d'origine BMW, à quatre temps, de 300 cm3 développant 13 chevaux, parce que la production avait été interrompue en Italie.
Au total la Romi-Isetta aura été fabriquée à environ 3 000 exemplaires. Elle n'est plus au niveau des prestations d'une voiture de série. En septembre 2006, la voiture fête son 50e anniversaire à Santa Bárbara avec de nombreuses expositions. Beaucoup de « petits œufs », gérés par des collectionneurs, sont conduits à travers la ville.

### BMW Isetta (Allemagne)

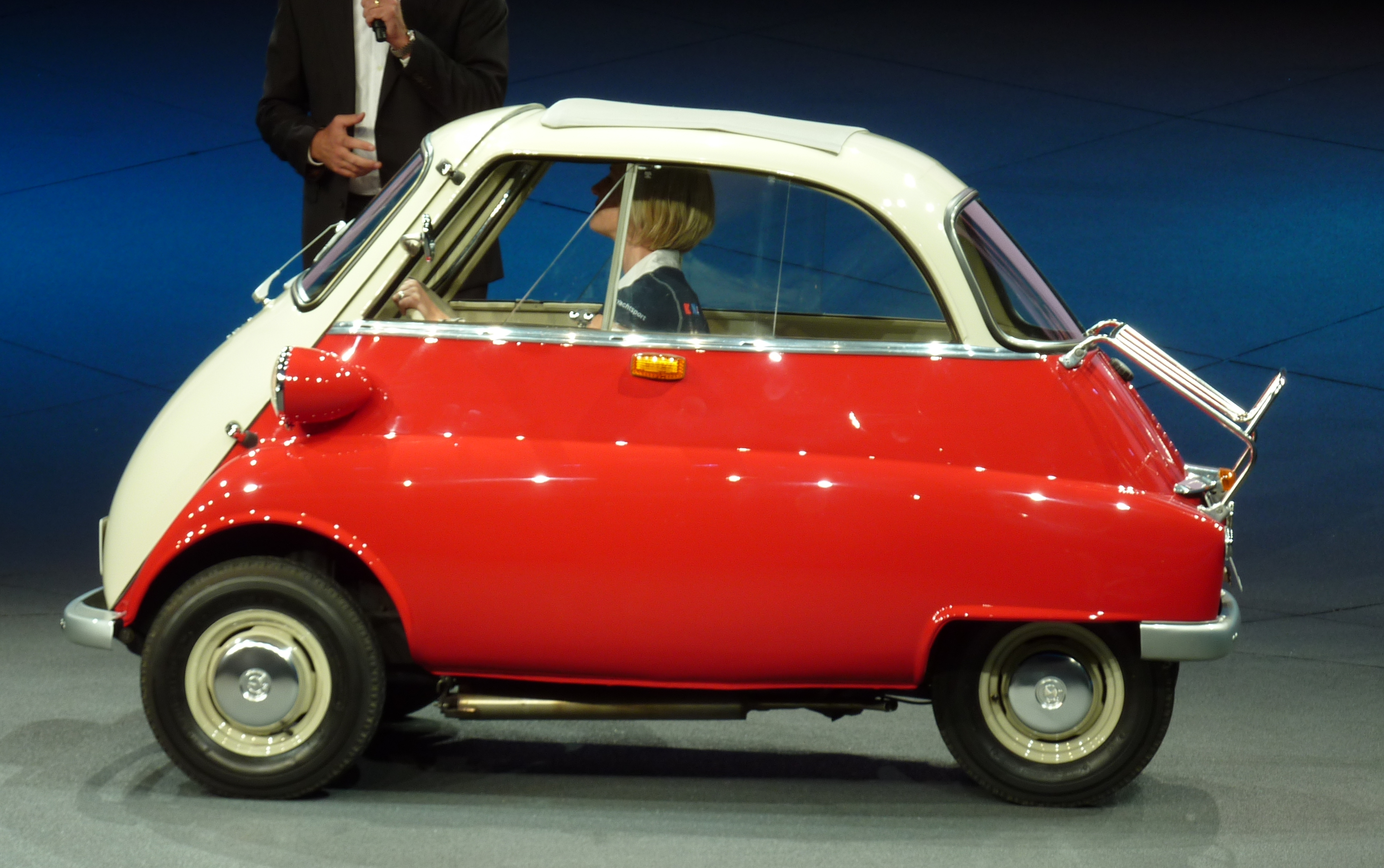
BMW Isetta au Salon de l'automobile de Francfort 2009.

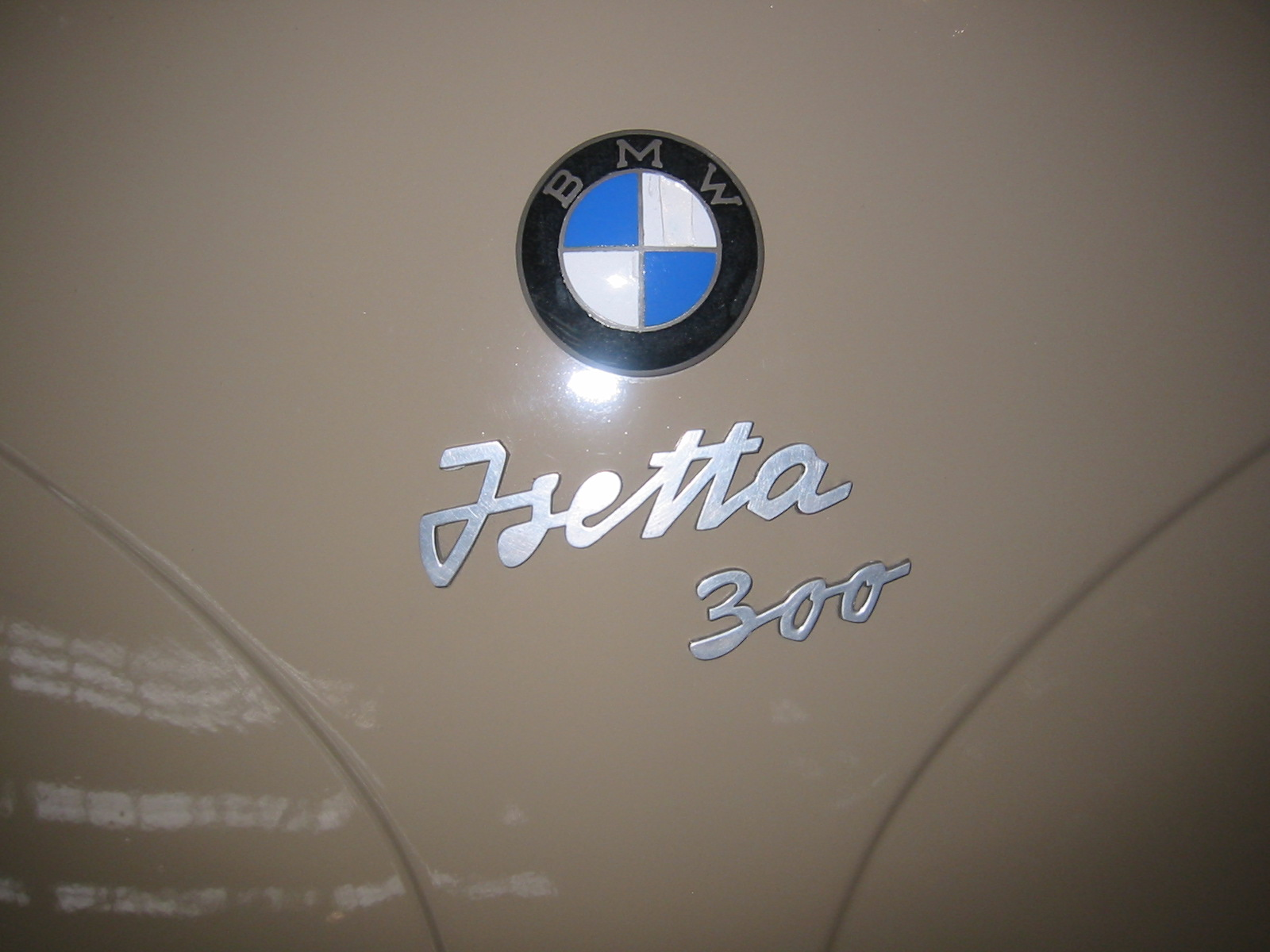
BMW Isetta 300.

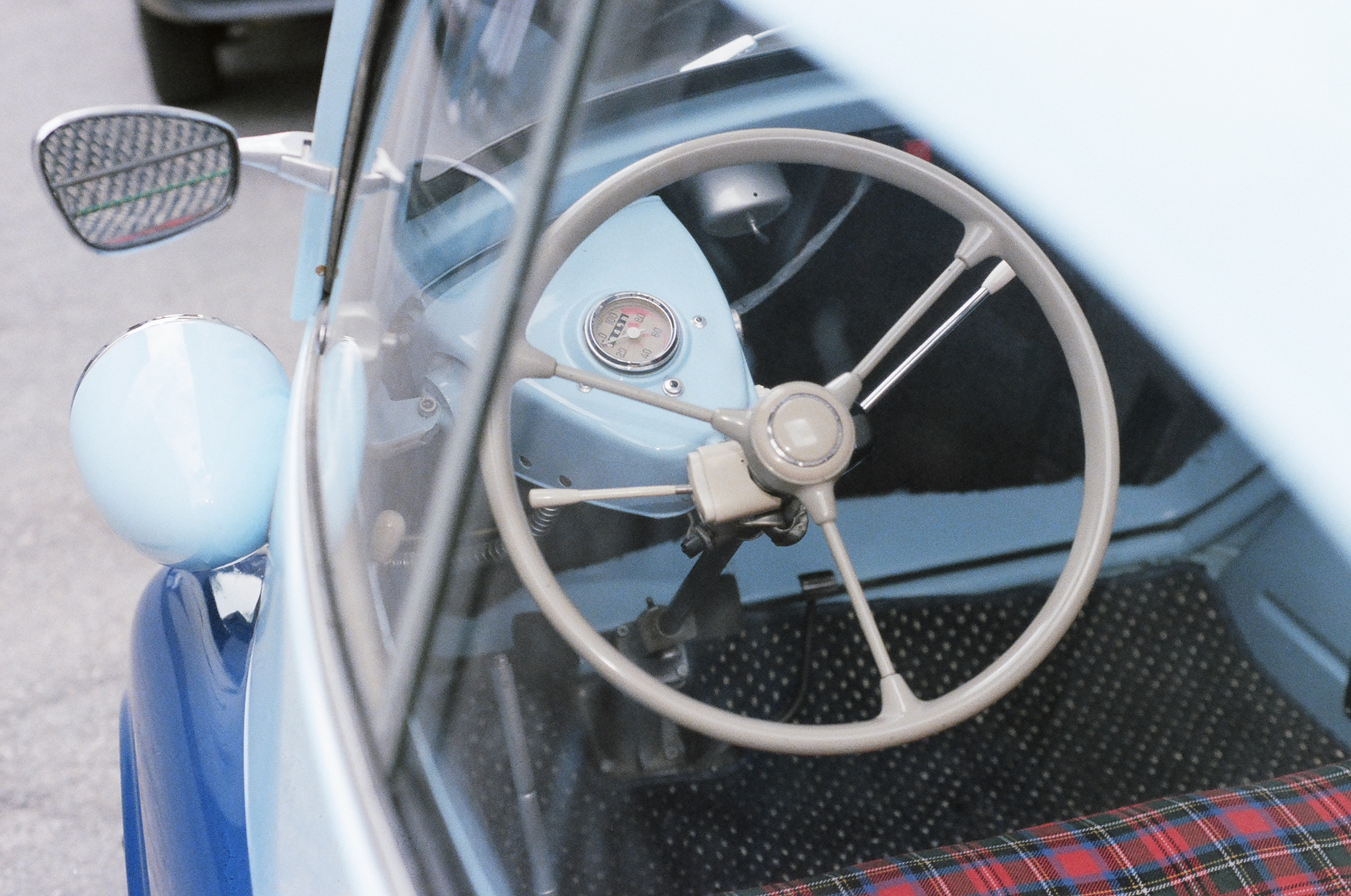
BMW Isetta.

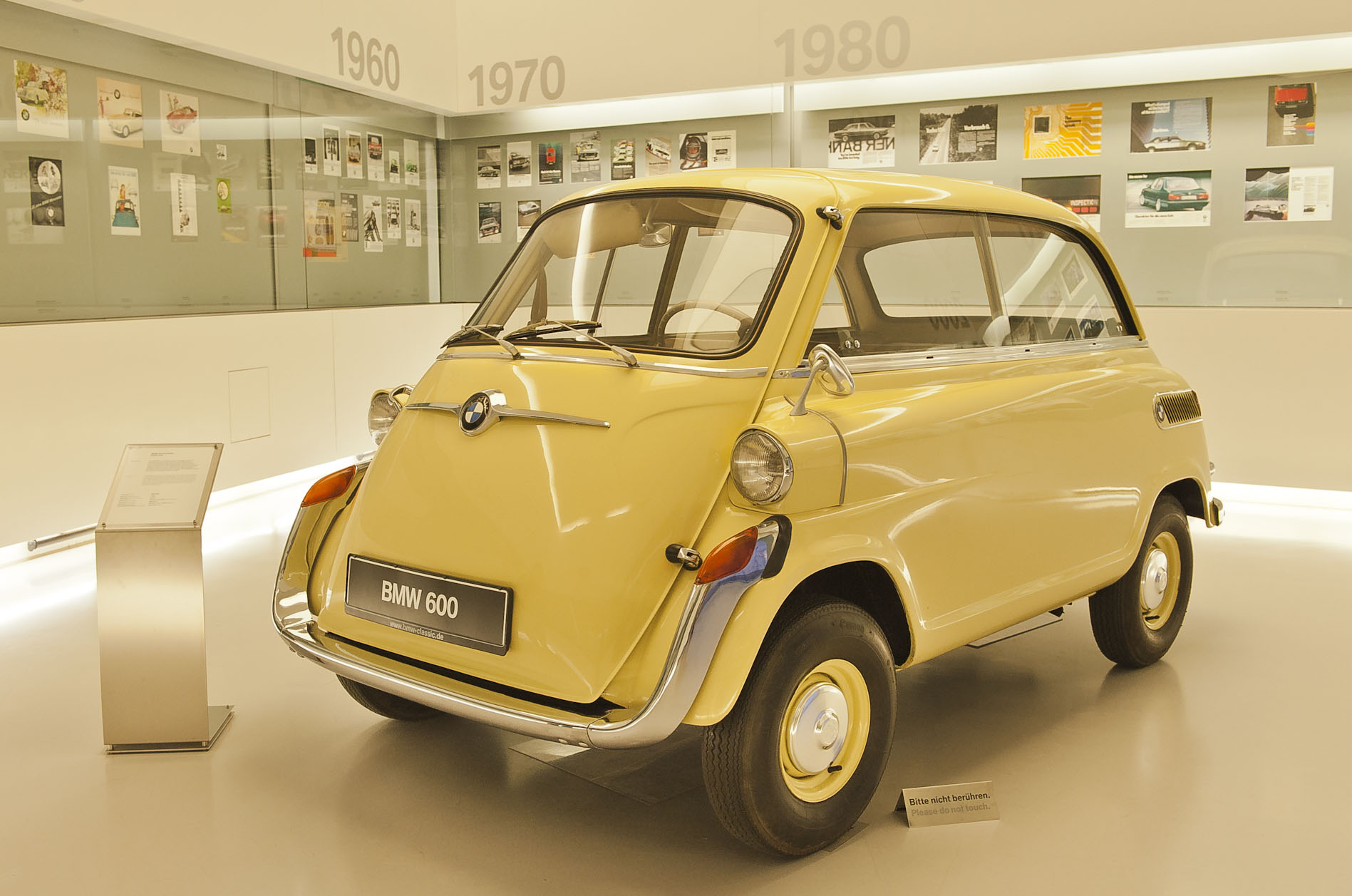
BMW Isetta 600 au musée BMW, Munich.

Au début de l'année 1954, le principal agent de BMW en Suisse, Drenowatz, est en visite au Salon de Genève, où il découvre une « moto entièrement carénée » appelée Isetta et fabriquée par la firme italienne Isomoto. Il présente immédiatement son rapport au directeur des ventes, Hans Grewenig. BMW a déjà consacré beaucoup de temps à l'étude d'une voiture populaire qui représente la meilleure valeur possible pour l'entreprise, et l'Isetta semble correspondre à ces attentes. Eberhard Wolff, directeur du centre d'essai de BMW, déclare que l'« [Isetta] n'est délibérément pas destinée à être une voiture de salon ».
En 1955, la firme BMW décide de se lancer dans les véhicules populaires en produisant à son compte la petite Isetta. Contrairement à l'Italie, l'Allemagne offre un marché très porteur pour ces petites voitures. Le climat, sans doute moins clément pour les usagers du scooter, joue un rôle déterminant dans ce succès. Cependant, des grands noms sont déjà présents sur le marché : Goliath, Lloyd, Zündapp ou encore Messerschmitt et Heinkel, deux sociétés aéronautiques contraintes à la reconversion après la fin de la Seconde Guerre mondiale.
La présentation de la petite BMW a lieu lors d'une conférence de presse le 5 mars 1955, sans cérémonie particulière. Dans l'hôtel au bord du lac Bachmair à Rottach-Egern, les journalistes ont l'occasion de découvrir une biplace, bien loin des voitures de sport habituelles. Fritz Fiedler, à la tête du développement des véhicules de BMW, résume dans son discours d'ouverture qu'« avec la BMW Isetta, un type de véhicule économique, et un concept tout à fait nouveau en Allemagne, est offert au public ». Cependant, la dernière BMW n'est pas réellement une surprise, étant donné que la société annonce, dès l'automne 1954, l'arrivée de ce nouveau modèle, soit six mois avant que l'Isetta ne soit réellement disponible pour une inspection dans l'usine de Milbertshofen.
BMW affiche d'autres ambitions pour l'Isetta. Le caractère novateur de ce véhicule n'échappe pas aux techniciens bavarois de BMW. Avec sa porte frontale, son châssis simplifié et son encombrement réduit, ce scooter carrossé peut non seulement tenir une place honorable dans la circulation urbaine, mais aussi se jouer des problèmes de stationnement. Les ingénieurs apportent quelques améliorations à l'édition originale. Peu pratique avec son mélangeur huile/essence, le monocylindre deux temps est remplacé par un quatre temps emprunté à une moto. Refroidi par une petite turbine, le moteur développe 12 chevaux permettant d'atteindre les 80 km/h en vitesse de pointe. Bruyante, manquant de couple à bas régime, cette mécanique sera secondée l'année suivante par une version 300 cm3, dénommée Isetta 300.
Néanmoins, l'Isetta présente de nombreux défauts : la boîte de vitesses est dure, l'habitacle est très chaud pendant l'été, la direction est floue. Par ailleurs, l'accélération est loin de satisfaire les attentes : le 0 à 40 miles/h est effectué en 40 secondes. En ce qui concerne le confort et l'habitabilité, certains la trouvent spacieuse, appréciant la vue « panoramique », tandis que d'autres déclarent comprendre à quoi ressemble « la vie d'un poisson dans un bocal ». Malgré tout, elle va surclasser toutes ses rivales du moment sur le marché allemand. À peine dévoilée, en avril 1955, la petite voiture voit ses commandes affluer et son succès aller grandissant les années suivantes, grâce à des tarifs très attractifs.
Toutefois, BMW peine à amortir le coût de sa production. Ainsi, en 1958, alors que plus de 100 000 exemplaires sont vendus, la trésorerie du constructeur se retrouve une nouvelle fois au plus bas. La production devient un gouffre pour la marque. Cependant, un nouveau modèle voit le jour cette même année, doté notamment de nouvelles suspensions améliorant la tenue de route et d'une carrosserie modernisée à toit ouvrant et vitres latérales coulissantes. Les tarifs sont revus à la hausse, mais il est trop tard. La croissance économique bat son plein et la clientèle s'est lassée des microvoitures. La hausse du pouvoir d'achat, l'arrivée sur le marché de voitures d'occasion et de véhicules neufs plus accessibles mettent fin aux microcitadines. En 1962, l'Isetta disparaît du catalogue BMW. 161 728 unités au total ont été produites.
La fin de la production de l'Isetta serait due à deux rumeurs. La première rapportait que l'un des concurrents de BMW avait planifié la création de nouvelles petites voitures, plus grandes, mais offrant un aussi bon rapport qualité-prix. La seconde était l'arrêt supposé de la production de la BMW Isetta en 1956 alors qu'elle n'eut lieu que six ans plus tard.

### BMW Isetta (Royaume Uni)
Si les versions continentales de l'Isetta sont équipées de quatre roues, la version fabriquée au Royaume-Uni par Isetta of Great Britain Ltd n'en a que trois (une seule à l'arrière) pour des raisons à la fois fiscales et de permis de conduire : elle est en effet considérée comme un tricycle à moteur,.

### Isetta USA
BMW a également mis en place un « forfait spécial Isetta » pour les acheteurs potentiels aux États-Unis, principalement avec les changements nécessaires aux exigences légales de ce pays. Ainsi, la version américaine est équipée de feux de stationnement et latéraux, les phares sont plus puissants et des fenêtres de ventilation sont ajoutées. Les acheteurs américains pouvaient également commander un cabriolet équipé d'un toit « panoramique ». Au cours de sa production, l'Isetta trouve 12 787 acheteurs aux États-Unis.

### BMW Isetta Revival
Afin de réduire considérablement les émissions de CO2, sous l'impulsion de la Commission Européenne, BMW envisage, dans les années 2007, la commercialisation d'un véhicule encore plus petit qu'une Mini, moins polluante, connu sous le nom de code « Project i », pour une commercialisation en 2010 ou à l'horizon 2015.  Ce projet d'Isetta revival n'aboutit pas.

### Microlino
En 2018, le constructeur suisse de trottinettes électriques Micro Mobility Systems relance une interprétation moderne de l'Isetta nommée Microlino. Elle est produite en Italie, à Imola, sur les chaînes de production du constructeur de voiturettes Tazzari, partenaire du projet. La version de série est exposée au Salon international de l'automobile de Genève 2018. Un modèle tout électrique, La Microlino 2.0, est lancé en septembre 2020, en Italie.

## Dans la culture populaire
Une BMW Isetta (1957) apparait dans le clip de la chanson Never let me down again (1987) du groupe britannique Depeche Mode.